# Ultimato britânico de 1890

O Mapa Cor-de-Rosa, que originou o ultimato britânico de 1890.

O Ultimato britânico de 1890 foi um ultimato do governo britânico — chefiado pelo primeiro-ministro Lord Salisbury — entregue a 11 de Janeiro de 1890 na forma de um "Memorando" que exigia a Portugal a retirada das forças militares chefiadas pelo major Serpa Pinto do território compreendido entre as colónias de Moçambique e Angola (nos actuais Zimbabwe e Zâmbia), a pretexto de um incidente entre portugueses e Macololos. A zona era reclamada por Portugal, que a havia incluído no famoso Mapa cor-de-rosa, reclamando a partir da Conferência de Berlim uma faixa de território que ia de Angola à contra-costa, ou seja, a Moçambique. A concessão de Portugal às exigências britânicas foi vista como uma humilhação nacional pelos republicanos portugueses, que acusaram o governo e o rei D.Carlos I de serem os seus responsáveis. O governo caiu, e António de Serpa Pimentel foi nomeado primeiro-ministro. O Ultimato britânico inspirou a letra do hino nacional português, "A Portuguesa". Foi considerado pelos historiadores Portugueses e políticos da época a acção mais escandalosa e infame da Grã-Bretanha contra o seu antigo aliado.

## Antecedentes
Em meados do século XIX, durante a chamada "partilha de África", Portugal reclamou vastas áreas do continente africano baseado no "direito histórico", alicerçado na primazia da ocupação, entrando em colisão com as principais potências europeias. A crescente presença inglesa, francesa e alemã no continente ameaçavam a hegemonia portuguesa, como alertou Silva Porto, comerciante sediado no planalto do Bié que, assistindo aos movimentos, solicitou um destacamento português.  A partir da década de 1870 ficou claro que o direito histórico não bastava: à intensa exploração científica e geográfica europeia seguia-se muitas vezes o interesse comercial. Entre 1840 e 1872 David Livingstone explorou a África central, onde pouco depois se instalou a Companhia Britânica da África do Sul. Em 1874 Henry Morton Stanley explorou a bacia do rio Congo e foi financiado pelo rei Leopoldo II da Bélgica, que em 1876 criou uma associação para colonizar o Congo ignorando os interesses portugueses na região.
Em 1875 setenta e quatro subscritores, entre os quais Luciano Cordeiro, fundaram a Sociedade de Geografia de Lisboa para apoiar a exploração, tal como as congéneres europeias. Foi então criada a Comissão de África que preparou as primeiras grandes expedições de exploração científico-geográfica, financiadas por subscrição nacional, de Hermenegildo Capelo, Roberto Ivens e Serpa Pinto, que entre 1877 e 1885 mapearam o território. Pretendiam fazer o reconhecimento do rio Cuango, das suas relações com o rio Congo e comparar a bacia hidrográfica deste com a do Zambeze, concluindo assim a carta da África centro-austral (o famoso Mapa cor-de-rosa) e mantendo "estações civilizadoras" portuguesas no interior do continente. Entretanto, o ministro dos negócios estrangeiros João de Andrade Corvo procurou reafirmar a tradicional Aliança Luso-Britânica, propondo abrir Moçambique e Goa ao comércio e navegação britânicos que em troca reconheciam as suas exigências no Congo.
Em 1883 Portugal ocupou a região a norte do rio Congo. Contudo, na Conferência internacional de Berlim (1884–1885) convocada por Bismark para fixar as zonas de influência de cada potência em África e dirimir conflitos - incluindo a oposição Portuguesa e Britânica à expansão de Leopoldo II- a aliança decepcionou. Sob pressão da Alemanha e da França, Portugal perdeu o controlo da foz do Congo para Leopoldo II da Bélgica. Do Congo português apenas  Cabinda se manteve: em Fevereiro de 1885, os notáveis de Cabinda assinaram o Tratado de Simulambuco, pelo qual aceitavam ser um protectorado da coroa portuguesa.
A exigência da «ocupação efectiva» sobre a ocupação histórica, determinada pela Conferência de Berlim
 obrigou a agir. O estado português diversificou então os contactos internacionais, cedendo à França na Guiné, e à Alemanha no Sul de Angola, em troca do reconhecimento às terras interiores entre Angola e Moçambique. Nascia assim o chamado Mapa Cor-de-Rosa, tornado público em 1886, reclamando uma faixa de território que ia de Angola à contra-costa ou seja, a Moçambique. Para sustentar a reclamação de soberania foram desencadeadas diversas campanhas de exploração e avassalamento dos povos do interior e a resistência foi combatida com as chamadas Campanhas de Conquista e Pacificação conduzidas pelas forças armadas.

## Conflito e ultimato

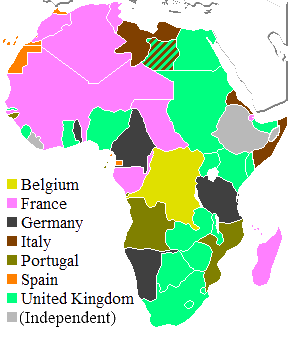
Mapa mostrando o controlo britânico quase completo da rota do Cabo ao Cairo, 1914

Em 1887, ao saber dos planos portugueses, o primeiro-ministro britânico lord Salisbury recusou reconhecer os territórios que considerou não "ocupados com forças suficientes para manter a ordem, proteger estrangeiros e controlar nativos". Portugal tentou fechar o Rio Zambeze à navegação, reclamou o vale do Niassa, numa faixa que isolava as colónias britânicas a sul.
Em Janeiro de 1890 Paiva Couceiro estacionara com 40 soldados no Bié, em Angola, a caminho do Barotze para tentar obter a "avassalamento" do soba Levanica.. Simultaneamente, junto ao lago Niassa, em Moçambique, as forças de Serpa Pinto arreavam as bandeiras inglesas, num espaço cobiçado e monitorizado pelo Reino Unido.
A  11 de Janeiro de 1890, a pretexto do «incidente Serpa Pinto», é exigida pelo Reino Unido a imediata retirada das forças militares portuguesas no território compreendido entre Moçambique e Angola, no actual Zimbabwe. Portugal abandonou as suas pretensões que Lord Salisbury considerava baseadas "argumentos arqueológicos" de ocupação: a expansão colonial africana terminou.
As pretensões portuguesas expressas no mapa cor-de-rosa entravam em conflito com a Companhia Britânica da África do Sul e o megaprojecto inglês de criar uma ferrovia que atravessaria o todo o continente africano de norte a sul, ligando o Cairo à Cidade do Cabo. Este projecto promovido por Cecil Rhodes acabaria por nunca se realizar, pelas enormes dificuldades posta pela sua dimensão, os obstáculos do clima e geografia, e a oposição portuguesa com o mapa cor-de-rosa seguindo-se o Incidente de Fachoda entre 1898 e 1899, que colocou a França e Inglaterra à beira de uma guerra.

## Impacto
A impossibilidade de resistência levou à imediata queda do governo português, sendo nomeado a 14 de Janeiro um novo ministério presidido por António de Serpa Pimentel. Inicia-se um profundo movimento de descontentamento social, implicando directamente a família reinante, vista como demasiado próxima dos interesses britânicos, na decadência nacional patente no ultimato. Os republicanos capitalizam este descontentamento, iniciando um crescimento e alargamento da sua base social de apoio.
Alimentando esse ambiente de quase insurreição, a 23 de Março, António José de Almeida, estudante universitário em Coimbra e futuro presidente da república, publica um artigo com o título Bragança, o último, que será considerado calunioso para o rei e o levará à prisão. A 1 de Abril, no Cuíto, em Angola, o velho explorador Silva Porto imolou-se envolto numa bandeira portuguesa após negociações falhadas com os locais, sob ordens de Paiva Couceiro, que atribuiu ao ultimatum. A morte do que fora um dos rostos da exploração interior africana (chegando ao Barotze) gerou uma onda de comoção nacional e o seu funeral foi seguido por uma multidão no Porto.
. A 11 de Abril é posto à venda o Finis Patriae de Guerra Junqueiro ridicularizando a figura do rei.
Formalizando a cedência portuguesa, a 20 de Agosto é assinado o Tratado de Londres entre Portugal e a Grã-Bretanha, definindo os limites territoriais de Angola e Moçambique. O tratado foi publicado no Diário do Governo de 30 de Agosto e apresentado ao parlamento na sessão de 30 de Agosto, o que desencadeia novos protestos e nova queda do governo. Um ano depois, em 11 de junho de 1891, a Questão do Barotze, referente ao estabelecimento das fronteiras de Angola nos limites ocidentais do território de Barotze foi resolvida entre Portugal e a Grã-Bretanha foi declarado que o reino Barotse estava dentro da esfera de influência britânica com a arbitragem de Vítor Emanuel III da Itália.
Em consequência da cedência aos interesses britânicos, aparece em Lisboa a Liga Liberal, movimento de protesto presidido por Augusto Fuschini com a participação de João Crisóstomo contra o Tratado de Londres. A Liga promoveu uma reunião, no Teatro de São Luís, em que participaram cerca de 400 oficiais fardados. Após 28 dias de crise política é nomeado a 14 de Outubro um governo extra-partidário, presidido por João Crisóstomo. O governo é apoiado pela Liga Liberal, retomando-se progressivamente a calma.
Estes acontecimentos desencadeados pelo ultimato britânico de 11 de Janeiro de 1890 marcaram de forma indelével a evolução política portuguesa, desencadeando uma cadeia de acontecimentos que levará ao fim da monarquia constitucional e à implantação da república em 5 de Outubro de 1910 e ao reforço na consciência colectiva portuguesa do apego ao império colonial, que depois teve pesadas consequências ao longo do século XX.